# 김봉상
김봉상(1995년 6월 30일~)은 대한민국의 남자 프로게이머이자 스트리머이다.

## 학력
- 부흥고등학교 (졸업)
- 부산외국어대학교 (졸업)